# Nguyên Thiều
Thiền sư Nguyên Thiều (chữ Hán: 元韶, 1648-1728) là một thiền sư người Trung Quốc, thuộc phái Lâm Tế đời thứ 33, nhưng sang Việt Nam truyền đạo vào nửa cuối thế kỷ 17. Ông là vị Tổ truyền phái Lâm Tế vào Miền Trung Việt Nam đầu tiên, và đã đóng góp nhiều công đức trong việc phục hưng và phát triển Phật giáo ở Đàng Trong.

## Thân thế và đạo nghiệp
Sư nguyên họ Tạ, nhưng không rõ tên thật, sinh ngày 18 tháng 5 năm Mậu Tý (tức 8 tháng 7 năm 1648) ở Trình Hương, thuộc phủ Triều Châu, tỉnh Quảng Đông (Trung Quốc).
Năm Đinh Mùi (1667), lúc 19 tuổi, sư xuất gia học đạo với Hòa thượng Bổn Quả - Khoáng Viên ở chùa Bảo Tự, và được ban pháp danh là Nguyên Thiều, pháp tự là Hoán Bích, pháp hiệu là Thọ Tông
thuộc phái Lâm Tế đời thứ 33.

### Sang Đại Việt
Sau đó, sư theo thuyền buôn sang Đại Việt (Việt Nam ngày nay) vào năm Đinh Tỵ (1677), và trú ở tại phủ Quy Ninh (tức Quy Nhơn, thuộc tỉnh Bình Định), rồi lập chùa Thập Tháp Di Đà  (nay thuộc khu vực Vạn Thuận, phường Nhơn Thành, thị xã An Nhơn, tỉnh Bình Định) để làm nơi tu và truyền dạy đạo Phật.
Năm 1682, Thiền sư Hương Hải của thiền phái Trúc Lâm dẫn theo khoảng 50 đệ tử bỏ Đàng Trong ra Đàng Ngoài. Ở Thuận Hóa vì thế thiếu tăng sĩ, nên chúa Nguyễn Phúc Tần cho người mời sư từ Quy Ninh ra Thuận Hóa.

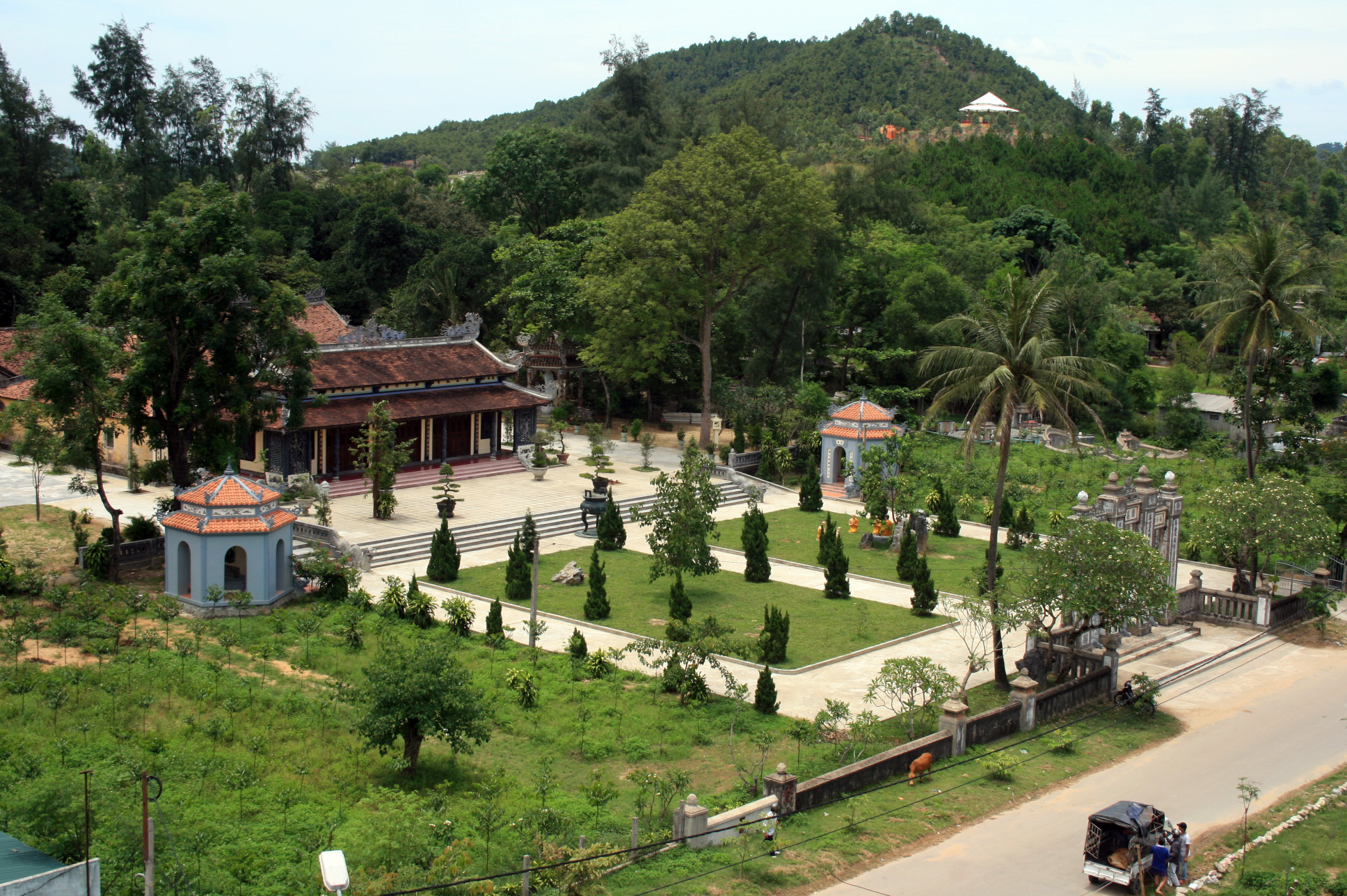
Chùa Quốc Ân ngày nay

Đến Thuận Hóa, sư chọn chân đồi Hòn Thiên (còn gọi là núi Bân), phía trái núi Ngự Bình để dựng chùa Vĩnh Ân (1689, chúa Nguyễn Phúc Trăn cho đổi tên là chùa Quốc Ân) và tháp Phổ Đồng  vào khoảng năm 1682-1684.
Tiếp theo (trong khoảng năm 1687-1690), sư được chúa Nguyễn Phúc Trăn cử về Trung Quốc để thỉnh thêm tăng sĩ, kinh Phật giáo, Phật tượng, pháp khí sang Đàng Trong. Sau khi hoàn thành nhiệm vụ tốt đẹp, chúa Nguyễn hỗ trợ cho sư mở Đại giới đàn ở chùa Thiên Mụ (Huế) .
Đầu năm 1691, chúa Nguyễn Phúc Trăn mất, con là Nguyễn Phúc Chu lên thay. Năm 1692, sư được chúa Nguyễn cử làm trụ trì chùa Phổ Thành ở làng Hà Trung (nên còn được gọi là chùa Hà Trung; nay thuộc xã Vinh Hà, huyện Phú Vang, tỉnh Thừa Thiên-Huế). Tại đây, sư đã thiết trí một tượng Bồ Tát Quan Âm bằng đá thỉnh từ Trung Quốc .
Giải thích vì sao sư phải rời chùa Quốc Ân, đến làm trụ trì chùa Hà Trung, là một ngôi chùa nhỏ hơn, một số tài liệu đã cho biết: Ngay khi mới lên ngôi (1691), chúa Nguyễn Phúc Chu hãy còn trọng dụng sư Nguyên Thiều như chúa Nguyễn Phúc Trăn đã quý trọng. Nhưng năm 1692, một người Hoa tên A Ban (sau đổi tên là Ngô Lãng) cùng với một số tướng sĩ Chiêm Thành nổi lên chống chúa Nguyễn ở trấn Thuận Thành (đất Ninh Thuận, Bình Thuận ngày nay), khiến chúa phải sai Cai cơ Nguyễn Hữu Cảnh dẫn quân đi đánh dẹp. Qua biến cố này, có thể chúa Nguyễn đã không còn tin ở sự trung thành của người Hoa như trước. Có thể vì vậy, chúa Nguyễn đã cử sư Nguyên Thiều đi làm trụ trì chùa Hà Trung năm 1692.
Đến ở chùa Hà Trung được ít lâu, thì sư vào đất Đồng Nai ẩn tích và hoằng hóa cho những lưu dân người Việt và người Hoa đã đến làm ăn sinh sống ở nơi ấy. Sau đó, sư lập chùa Kim Cang ở ấp Bình Thảo, thuộc dinh Trấn Biên (nay thuộc xã Tân Bình, huyện Vĩnh Cửu, tỉnh Đồng Nai).
Giải thích cho việc vào Nam của Sư, sách Lịch sử Phật giáo Đàng Trong có đoạn viết: 
Năm Ất Hợi (1695), ở Quảng Ngãi có người lái buôn tên Linh (không rõ họ), tự xưng Linh Vương, tạo chiến thuyền, đúc binh khí, rồi cùng người ở Qui Ninh (tức Quy Nhơn) tên Quảng Phú hợp nhau vào rừng núi đi cướp bóc. Quan quân không dẹp được, khiến chúa sai dinh Quảng Nam, hợp với hai phủ Quảng Ngãi và Quy Ninh đem quân đi đánh... Khi quan quân đến sơn trại thì Linh đã chết, Quảng Phú trốn vào Phú Yên, bị dân thiểu số bắt đem nạp... Chắc chắn là cuộc nổi loạn này cũng đã làm liên lụy đến sư Nguyên Thiều, vì Quảng Phú là người Hoa kiều (giống như A Ban trước đây) ở Quy Ninh, vốn là người đồng hương với Sư, lại nổi lên ở nơi sư lập chùa Thập Tháp Di Đà .

### Viên tịch
Một hôm, sư Nguyên Thiều lâm bệnh, họp môn đồ lại dặn dò mọi việc và truyền bài kệ rằng:
Phiên âm Hán -Việt:
Tịch tịch kính vô ảnh
Minh minh châu bất dung
Đường đường vật phi vật
Liêu liêu không vật không.
Dịch thơ:
Lặng lẽ gương không chiếu bóng
Sáng trưng ngọc chẳng thu hình
Rõ ràng vật không phải vật
Mênh mông không chẳng là không.
(Nguyễn Lang, Việt Nam Phật giáo Sử luận, tr.590) 
Đại ý sư muốn khai thị với chúng tăng rằng "cái thể của pháp thân thanh tịnh sáng suốt như gương trong, không lưu lại một ảnh trần, như ngọc minh châu trong suốt bóng sáng không tì vết. Tuy hiện tiền mọi sự vật có muôn ngàn sai khác nhưng không phải là vật có thật. Còn cái thể pháp thân vắng lặng thường trú, vắng lặng nhưng không phải trống rỗng".
Thiền sư Nguyên Thiều viên tịch tại chùa Kim Cang (Đồng Nai) ngày 19 tháng 10 năm Mậu Thân (tức 20 tháng 11 năm 1728), thọ 80 tuổi. Sau đó, đồ chúng lập tháp chứa di cốt của sư ở trong khuôn viên chùa.
Tháng Tư năm Kỷ Dậu (1729), nhân ngày lễ Phật Đản, chúa Nguyễn Phúc Chú ban thụy hiệu cho sư là Hạnh Đoan Thiền sư và làm bài minh cho khắc vào bia dựng tại "tháp vọng" ở Huế, tán thán công đức của sư .

## Những vấn đề liên quan

### Hiệu

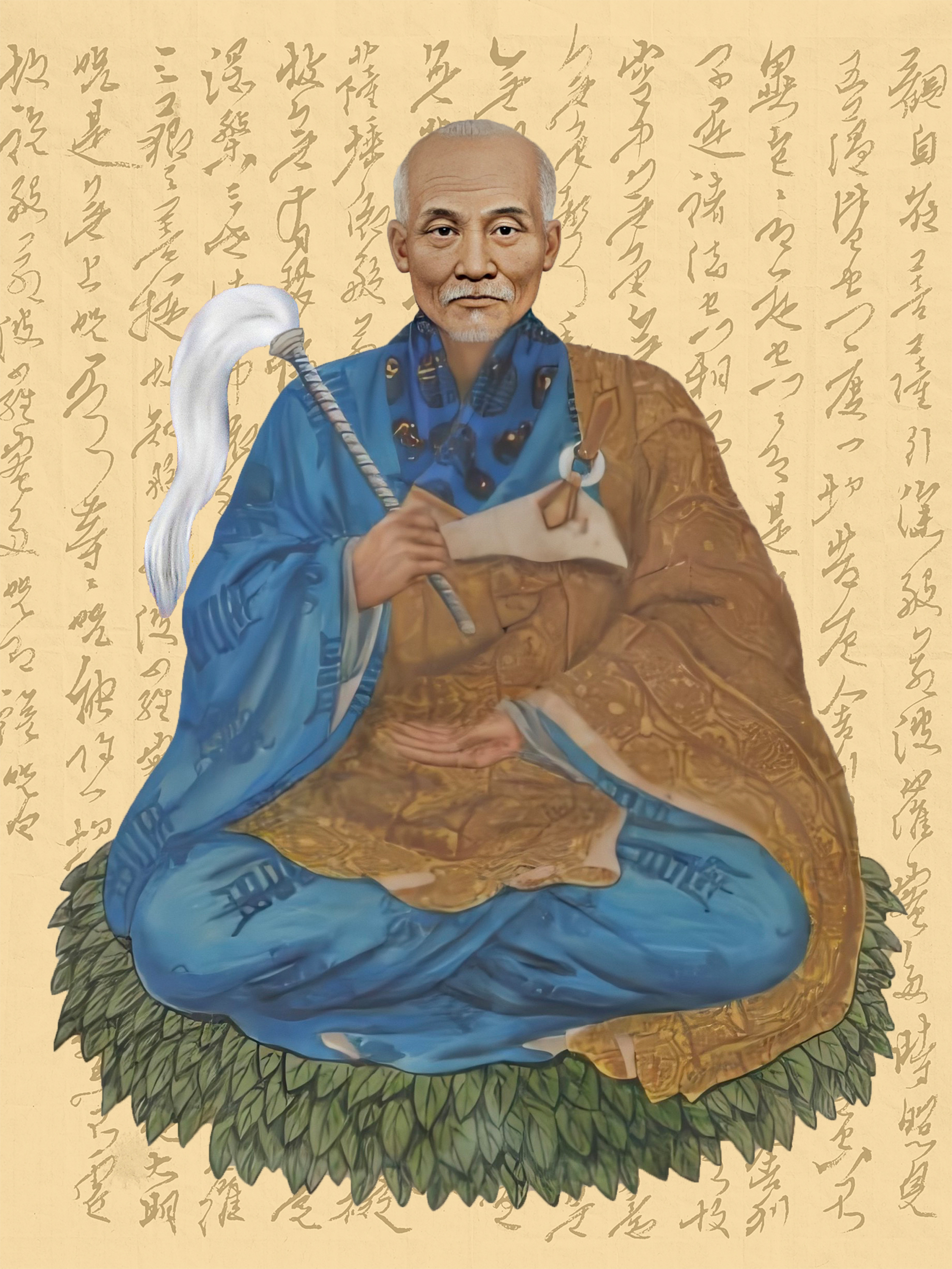

Thiền sư Nguyên Thiều còn có pháp danh là Siêu Bạch, vì sư đã quy y với cả Thiền sư Hành Quả - Khoáng Viên và Thiền sư Đạo Mân - Mộc Trần. Thiền sư Khoáng Viên đặt pháp danh cho sư là Siêu Bạch, còn Thiền sư Đạo Mân thì đặt cho sư là Nguyên Thiều .

### Năm sang Đại Việt
Một số sách như Đại Nam nhất thống chí (mục "Thừa Thiên phủ"), Việt Nam Phật giáo sử luận (tập 2, tr. 184), Thiền sư Việt Nam (tr. 432), v.v... đều chép rằng sư Nguyên Thiều "xuất gia năm 1667 ở Trung Quốc, sang Việt Nam năm 1665".

Tuy nhiên, theo tác giả sách Lịch sử Phật giáo Đàng Trong (tr. 103), thì sư Nguyên Thiều sang Đại Việt vào năm Đinh Tỵ (1677), chứ không phải năm Ất Tỵ (1655), bởi đây là việc "nhớ lầm hoặc biên chép lầm". Trước đó, Linh mục Cadière trong bài "La Pagode Quốc Ân: Le Fondateur" (Vị khai sơn chùa Quốc Ân) đăng trong tạp chí Bullein des amis du vieux Hue (xuất bản 1914, tr. 147-161), Hòa thượng Như Trí trong Phật Tổ tâm đăng (sách chữ Hán, viết năm 1925), cũng đều ghi là năm 1677, sau khi nêu lên nhầm lẫn này. Và đáng tin cậy hơn cả là cuốn Chính Truyền Nhứt Chi: Từ Trung Thiên đến Trung Hoa và Trung Việt (sách chữ Hán, không rõ năm biên soạn) của Hòa thượng Diệu Nghiêm (1726-1798, người sống sau sư Nguyên Thiều không lâu), cũng chép là năm 1677. Gần đây, trong sách của TT. Thích Tâm Tuệ (Lược sử Phật giáo Việt Nam, tr. 429), Nguyễn Tài Thư (Lịch sử Phật giáo Việt Nam, tr. 343), Tài liệu Tu học do Ban hướng dẫn Trung ương Gia đình Phật tử Việt Nam (tu chỉnh năm 2006, nguồn đã dẫn) cũng đều chép là năm 1677.

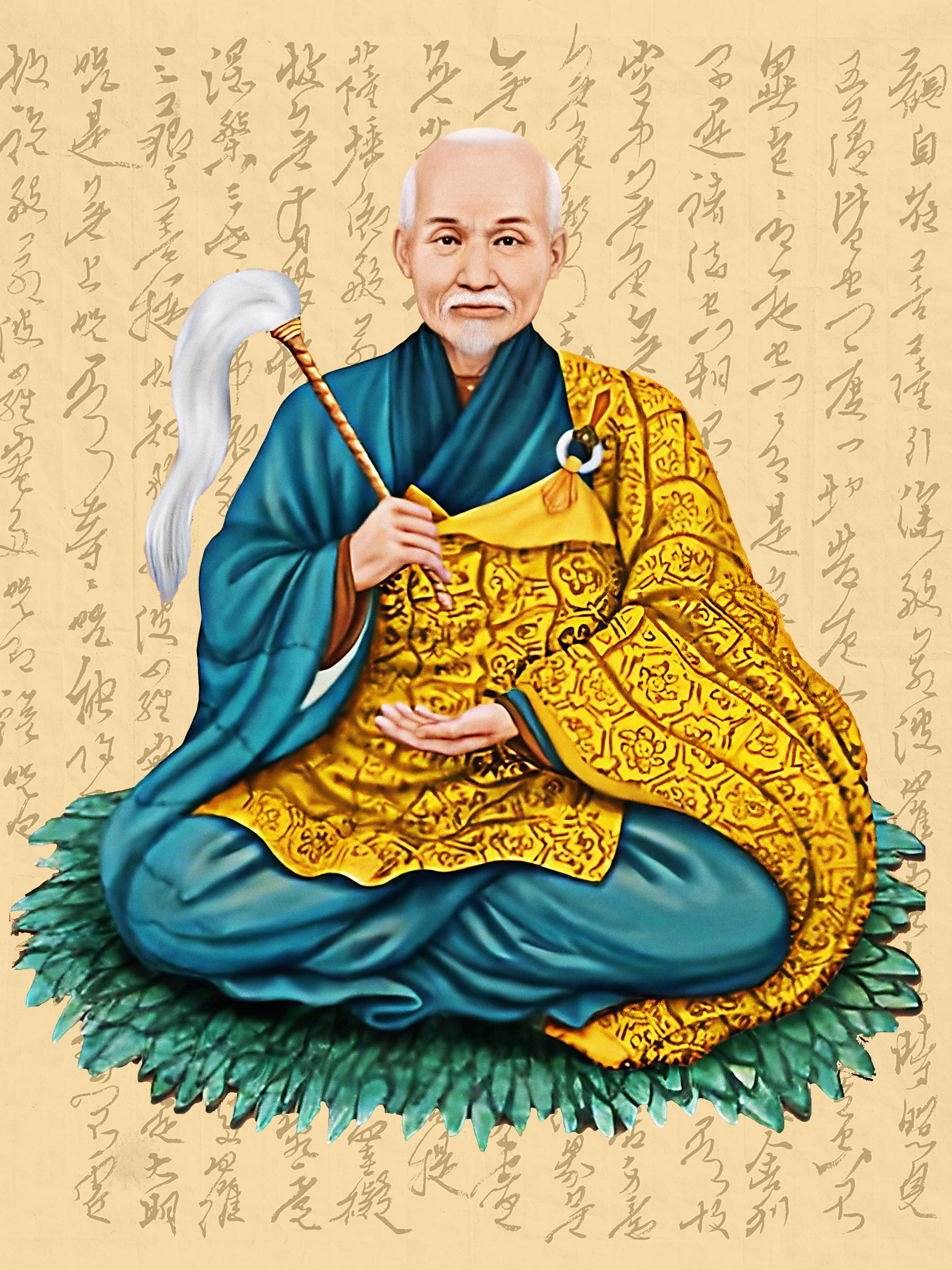
Thiền sư Nguyên Thiều - Siêu Bạch 元韶, 1648 - 1728

### Liên quan với Thạch Liêm
Sách Đại Nam Liệt Truyện Tiền Biên nói rằng sư Nguyên Thiều có phụng mệnh chúa Nguyễn Phúc Trăn sang Quảng Đông (Trung Quốc) rước Thiền sư Thạch Liêm (tức Thích Đại Sán) và thỉnh pháp khí. Bia đá ở chùa Quốc Ân do chúa Nguyễn Phúc Chú đề năm 1729 cũng nói vậy (và một số sách cũng theo đó mà chép lại).
Nhưng theo Thiền sư Thích Nhất Hạnh, thì sư Nguyên Thiều chưa từng mời Thạch Liêm. Sách Hải Ngoại Kỷ Sự do Thạch Liêm viết cho biết ông sang Đại Việt năm 1695 với một người bạn và nhiều đệ tử của ông, và cũng không hề đề cập gì đến sư Nguyên Thiều .
Sách Lịch sử Phật giáo Đàng Trong (tr. 123, 133 và 166) chép tương tự, nhưng cho rằng sư Nguyên Thiều có đến mời sư Thạch Liêm, và có thời ở chung với nhau trong một chùa. Nhưng sư Thạch Liêm không đi mà chỉ cử đệ tử của mình là Hưng Liên sang Đại Việt (Sư Hưng Liên sau được chúa Nguyễn phong Quốc sư). Vì mối thâm tình ấy, nên khi sang Đại Việt (1894 - 1895), mà không gặp sư Nguyên Thiều ở chùa Hà Trung (vì lúc này sư đã lánh vào Nam), sư Thạch Liêm có nhắc tới người bạn tu trong 2 câu cuối của một bài thơ: 
Tìm đâu bạn cũ chùa xưa nhỉ,
Trăng sáng bên cầu tương hội nhau.

### Nơi viên tịch
Theo một sách trước đây, thì Thiền sư Nguyên Thiều viên tịch ở chùa Hà Trung. Sau đó, đồ chúng xây tháp (gọi là tháp Hóa Môn) ở bên đồi nhỏ ở xóm Thuận Hòa, thuộc làng Dương Xuân Thượng (ở gần chùa Trúc Lâm, thành phố Huế ngày nay) để chứa nhục thân của Sư.
Tuy nhiên, theo Lịch sử Phật giáo Đàng Trong (tr. 143) và Tài liệu Tu học do Ban hướng dẫn Trung ương Gia đình Phật tử Việt Nam (nguồn đã dẫn), thì sư mất ở chùa Kim Cang (Đồng Nai) và được lập tháp chứa di cốt ở đây. Còn ở Huế chỉ là "tháp vọng" của đồ chúng xứ Thuận Hóa mà thôi.

### Mời cao tăng Trung Quốc
Thiền sư Nguyên Thiều về Trung Quốc, đã mời được một số cao tăng sang Đại Việt, như sau:
-Thiền sư Giác Phong (khai sơn chùa Hàm Long, tức chùa Báo Quốc ở Phú Xuân).
-Thiền sư Từ Lâm (khai sơn chùa Từ Lâm ở Phú Xuân)
-Thiền sư Minh Hải - Pháp Bảo (khai sơn chùa Chúc Thánh ở Quảng Nam).
-Thiền sư Minh Hoằng - Tử Dung (khai sơn chùa Ấn Tông, nay là chùa Từ Đàm ở Phú Xuân).
-Thiền sư Minh Lượng - Thành Đẳng (khai sơn chùa Phổ Bảo Hoằng Truyền, Bình Định).
-Thiền sư Hưng Liên - Quả Hoằng (trụ trì chùa Tam Thai trên núi Ngũ Hành Sơn, Quảng Nam) và một số thiền sư khác thuộc phái Tào động
Sau khi hoàn thành sứ mạng tốt đẹp, sư Nguyên Thiều được chúa Nguyễn hỗ trợ mở một Đại Giới đàn để truyền giới cho một số nhà sư từ Trung Quốc mới sang, một số nhà sư thuộc thiền phái Trúc Lâm còn lại, cùng một số tăng sĩ trẻ ở Đàng Trong. Kể từ khi đó, ở Đàng Trong hầu hết các chùa đều thuộc phái thiền Lâm Tế.